# Dewitz (Adelsgeschlecht)

Stammwappen derer von Dewitz

Dewitz ist der Name eines alten norddeutschen Adelsgeschlechts. Die Herren von Dewitz gehören zum mecklenburgisch-pommerschen Uradel. Zweige der Familie bestehen bis heute.

## Geschichte

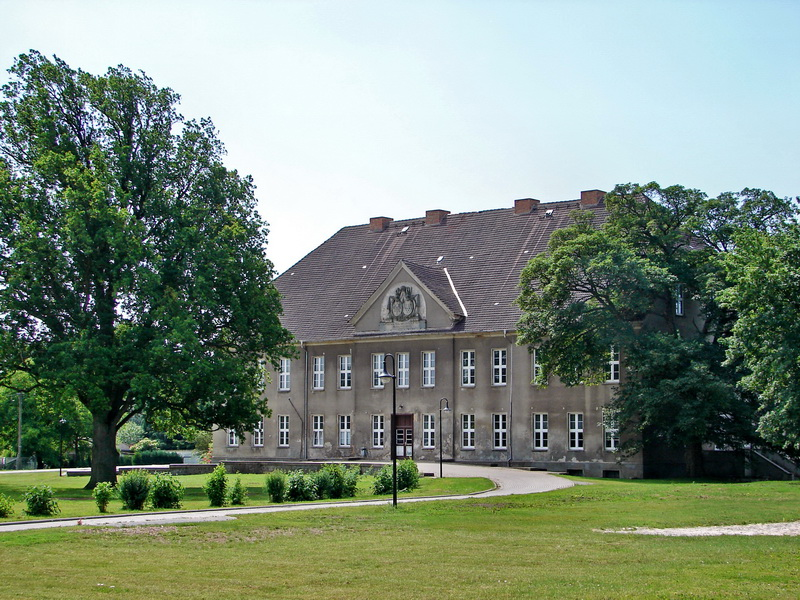
Gutshaus Cölpin

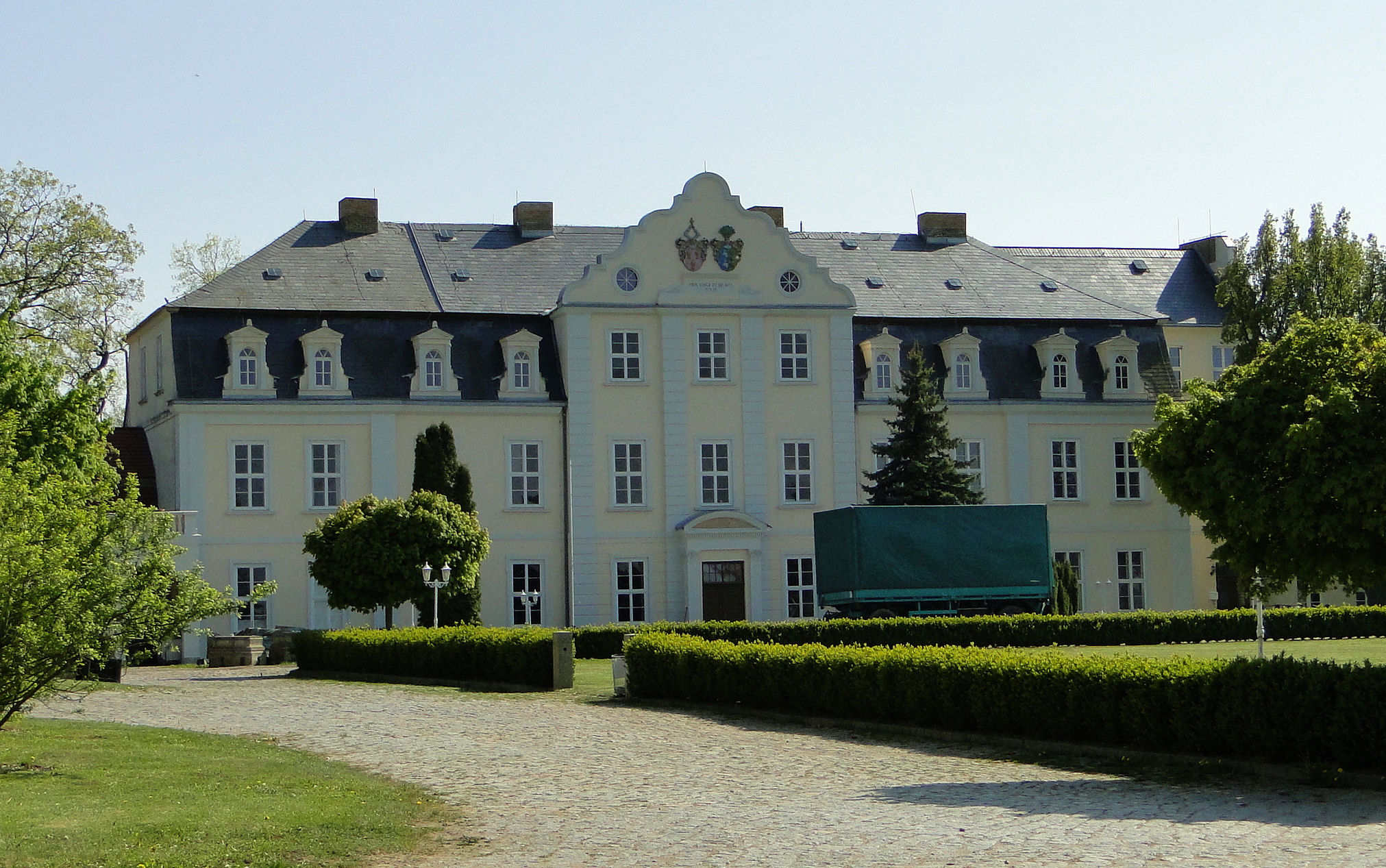
Gutshaus Groß Miltzow

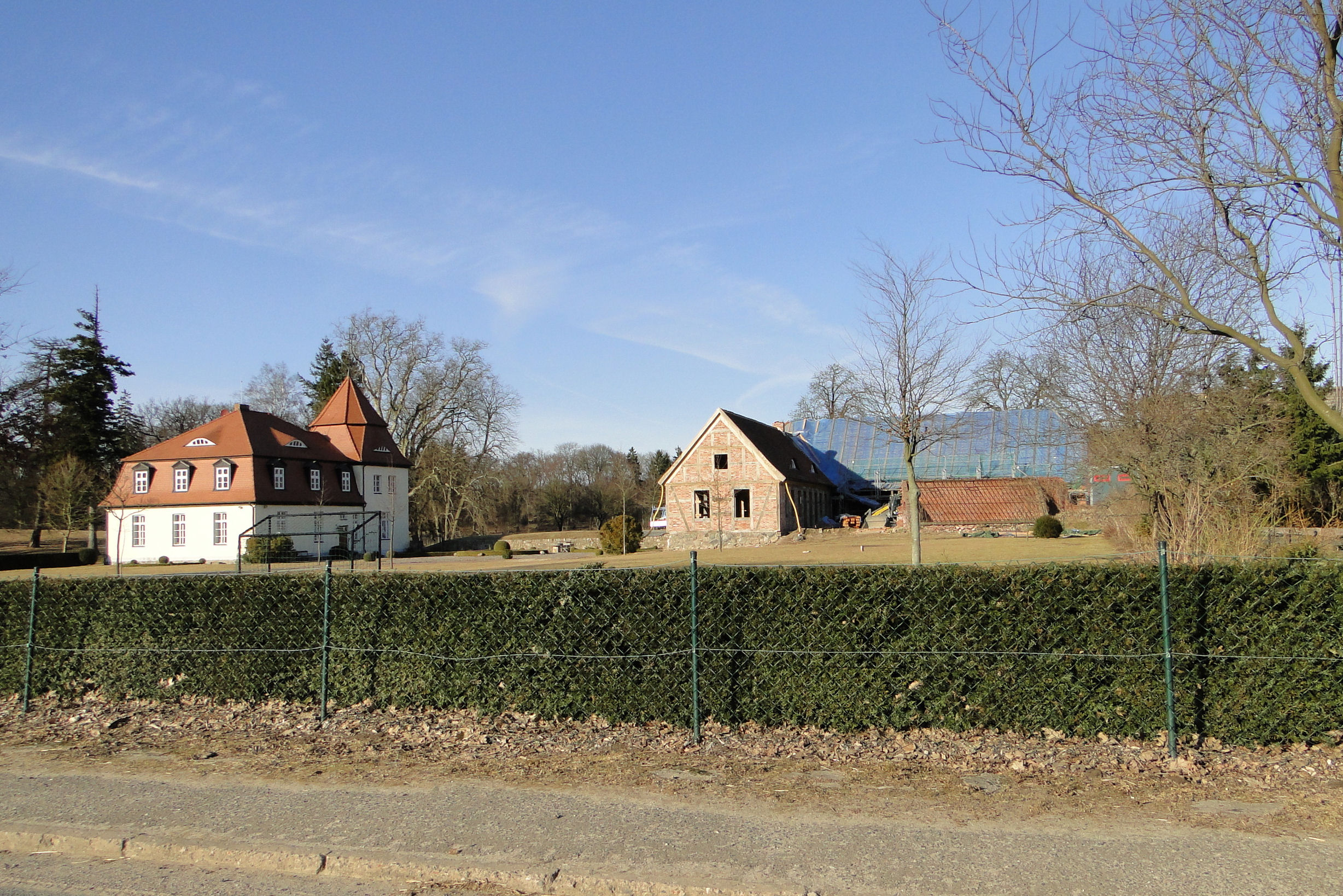
Gut Krumbeck

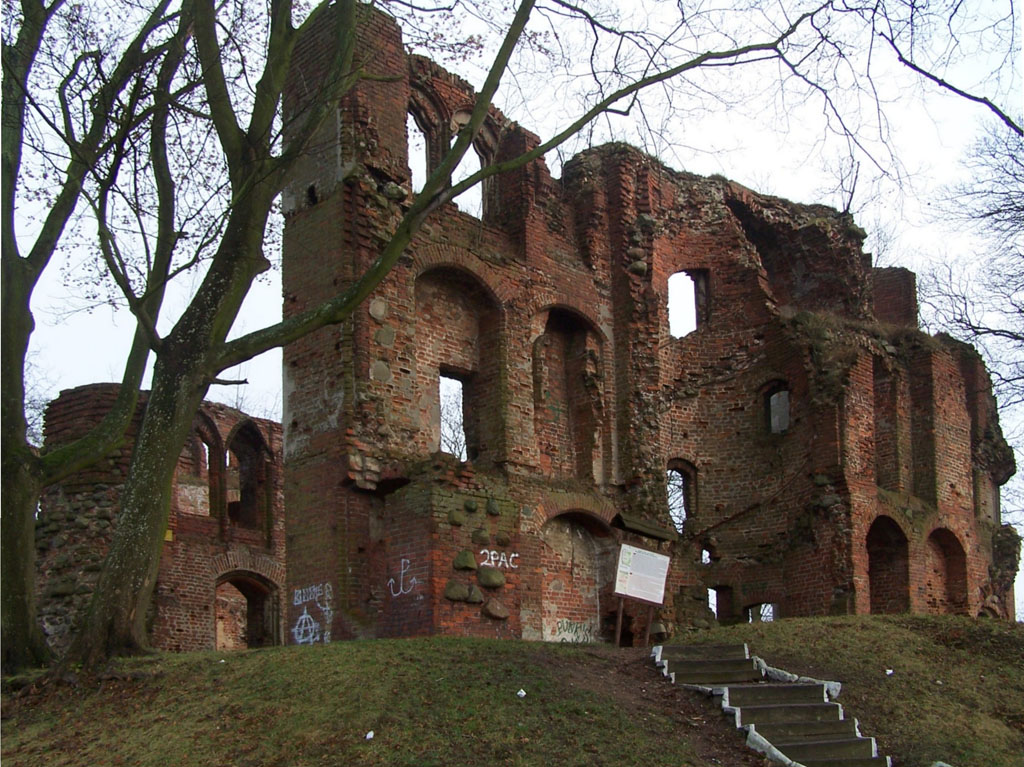
Burgruine Daber

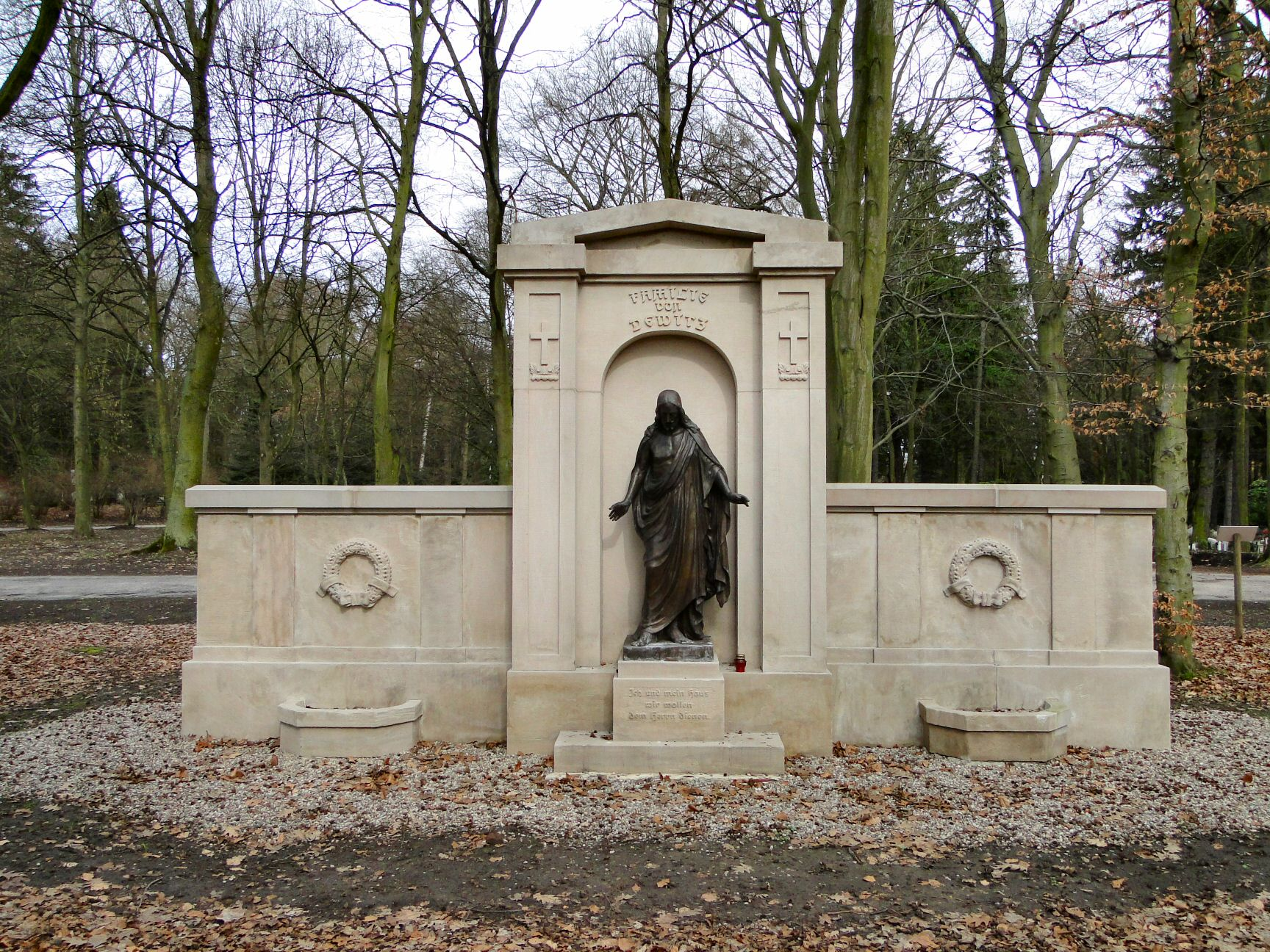
Grabstätte Dewitz auf dem Hauptfriedhof Stettin

### Ursprünge
Erstmals erwähnt wird die Familie mit Gunter de Dewitz, der am 20. März 1212 urkundlich erscheint. Die Stammreihe beginnt mit Ulrich von Dewitz (1323–1363), Graf zu Fürstenberg, der um 1335 mit Daber belehnt wird. Seit dem 14. Jahrhundert gehörten Mitglieder der Familie zu den schlossgesessenen Geschlechtern in Pommern.

### Ausbreitung und Besitzungen
Otto und Ulrich von Dewitz wurden im Jahr 1348 von Kaiser Karl IV. in den Grafenstand erhoben, als dieser
die Herrschaft Mecklenburg zum Reichslehen erhob. Beide wurden dabei von den mecklenburgischen Herzögen mit der Grafschaft Fürstenberg (Havel) belehnt, bestehend aus den Ämtern Fürstenberg/Havel und Strelitz, mit dem sie bereits 1328 als Erzieher und Berater von Heinrich II. belehnt worden waren. Als Grafen von Fürstenberg (greve tho Vorstenberghe) verliehen sie Strelitz am 4. Dezember 1349 das Stadtrecht.
Da die Familie in den Rügischen Erbfolgekriegen den Herzögen von Pommern im Kampf gegen Mecklenburg beistand, wurden ihre mecklenburgischen Lehen eingezogen. Die gräfliche Würde wurde erst im Jahr 1363 nach der Ansiedlung in Pommern abgelegt. Bereits kurze Zeit später ließen sich Angehörige des Geschlechts wieder in Mecklenburg nieder und erwarben Grundbesitz, so unter anderem 1374 Kowalz im Amt Gnoien, bis 1419 in Altglobsow, 1471 Groß Miltzow und 1490 Cölpin in der Herrschaft Stargard, 1797 auch die preußische Exklave Krumbeck in Familienbesitz. Die Dewitz zählten damit zu den größten Landbesitzern im mecklenburgischen Südosten. 1523 gehörten sie zu den Mitunterzeichnern der Union der Landstände.
In Pommern gehörte ihnen seit Mitte des 14. Jahrhunderts die Stadt Daber im Naugartschen Kreis, der auf Grund des umfangreichen Grundbesitzes auch der Dewitzsche Kreis genannt wurde.  Weitere Besitzungen waren Wussow, Weitenhagen und Farbezin. Anfang des 18. Jahrhunderts ließen sich Zweige auch im Königreich Dänemark nieder.
Angehörige der Familie bekleideten hohe Staats-, Hof- und Militärämter in Mecklenburg, Brandenburg und Dänemark. Joachim Balthasar von Dewitz († 1699) war kurbrandenburgischer Generalleutnant und Gouverneur der Festung Kolberg. Sein Neffe Stephan von Dewitz († 1723) war ebenfalls königlich preußischer Generalleutnant und Chef des Kürassierregiments Nr. 8. Ulrich Otto von Dewitz starb 1723 als königlich dänischer Generalleutnant. Otto von Dewitz wurde herzoglich mecklenburgischer Geheimer Rat und war seit 1792 königlich preußischer Kammerherr.
Im Einschreibebuch des Klosters Dobbertin befinden sich 36 Eintragungen von Töchtern der Familien von Dewitz von 1732 bis 1911 aus Cölpin, Groß Miltzow, Meesow, Holzendorf und Neustrelitz zur Aufnahme in das dortigen Damenstift.
Das Gut Krumbeck blieb bis 1945 im Familienbesitz bis Ursula von Dewitz fliehen musste. Das Gutshaus und landwirtschaftliche Flächen wurden um 1996 von Isabelle Kühne von Dewitz erworben und seit 1997 dient das Gutshaus dem Landwirtschaftsbetrieb der Familie.
Die Familie hält seit 1863 Familientage ab, ein Familienverband wurde 1907 in Stettin gegründet.

### Von Dewitz gen. von Krebs
Am 15. März 1853 erfolgte eine preußische Namens- und Wappenvereinigung für Karl von Dewitz (1806–1867) auf Weitenhagen und Veltheim, Enkel des Heinrich Christoph Friedrich von Krebs auf Veltheim, mit dem inzwischen erloschenen Geschlecht von Krebs.  Bereits 1831 gelangte das Veltheimer Rittergut durch Erbschaft an die von Dewitz. Die Krebs waren von 1233 bis 1831 Erbherren von Veltheim (sowie der Orte Steinen und Rhoden). 1904 wurde dieses Rittergut zunächst an die Firma Nußbaum & Friedmann in Halberstadt und nur kurze Zeit später an einen Veltheimer Großbauern verkauft.

### Familienarchiv
Ein Familienarchiv aus verschiedenen Sammlungen entstand ab 1907 im Staatsarchiv Stettin; es ist (mit Verlusten durch Auslagerung im Zweiten Weltkrieg) bis heute im Archiwum Państwowe w Szczecinie erhalten.

## Wappen

### Stammwappen
Das Stammwappen zeigt in Rot drei (2, 1) goldene Deckelpokale. Auf dem Helm mit rot-goldenen Helmdecken sind zwei einen goldenen Deckelpokal emporhaltende geharnischte Arme.

### Das Wappen der Dewitz als Grafen von Fürstenberg
Das Reitersiegel des Otto Graf von Fürstenberg von 1349 zeigt im Wappen durch zweimalige Schrägrechts- und Schräglinksteilung entstehende Flächen mit wechselnder Tinktur. Auf dem Helm mit Pfauenfedern besteckte Hörner.

### Wappen von 1853
Das 1853 verliehene Wappen ist geviert. 1 und 4 das Stammwappen, 2 und 3 in Silber ein schrägliegender roter Krebs. Das Wappen hat zwei Helme, rechts der Stammhelm, auf dem linken mit rot-silbernen Helmdecken ein aufgerichteter roter Krebs vor zwei silbernen Straußenfedern.

### Wappensage
Die Familie von Dewitz führt seit Alters her drei Becher in ihrem Wappen. Die Sage berichtet, ein Herr von Dewitz habe in Trunkenheit einen Herren von Armin aus dem Fenster des Schlosses zu Daber in den Schlossgraben geworfen. Wegen seiner Trunkenheit hat man ihm zwar das Leben gelassen, allerdings musste seine Familie seit jener Zeit dieses Wappen führen.

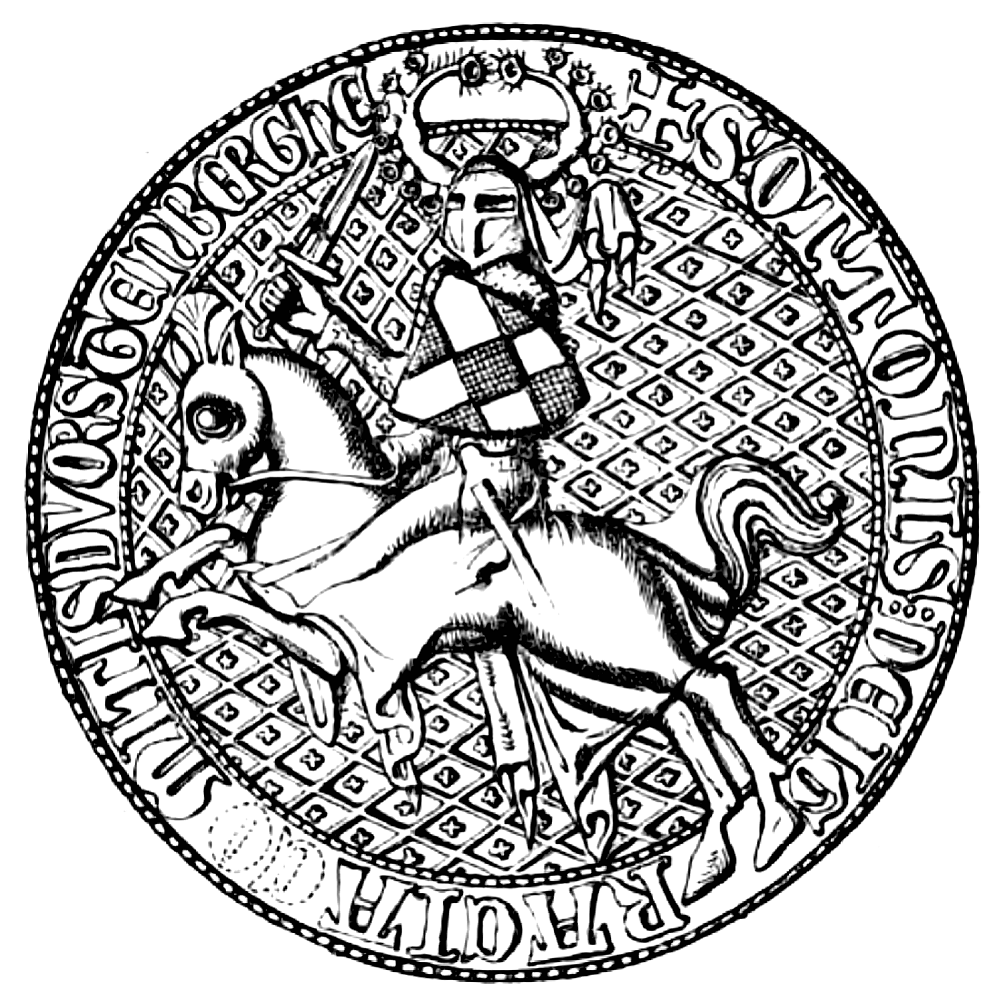
Siegel des Otto von Dewitz, Graf von Fürstenberg von 1349
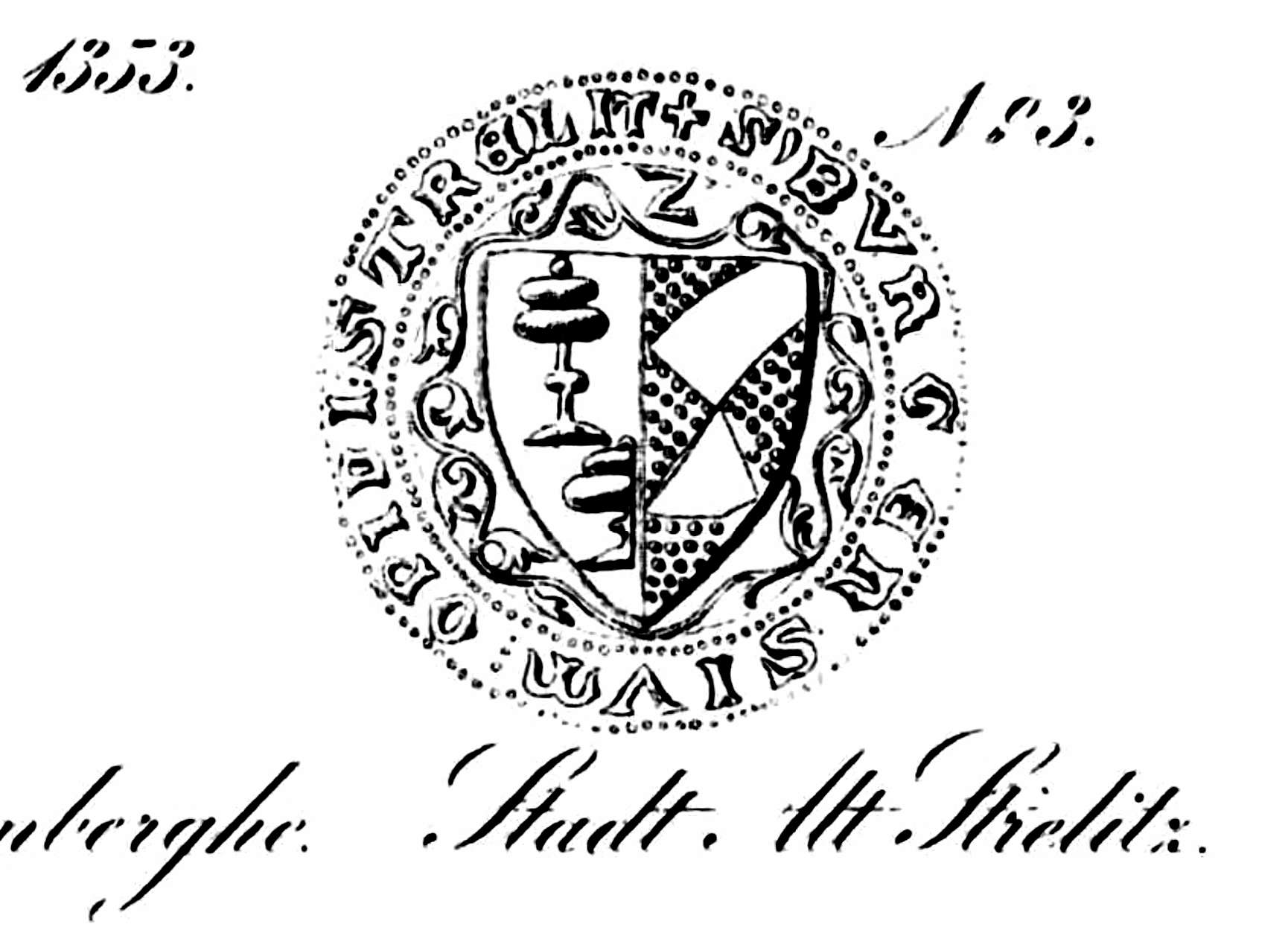
Stadtsiegel von Strelitz von 1353
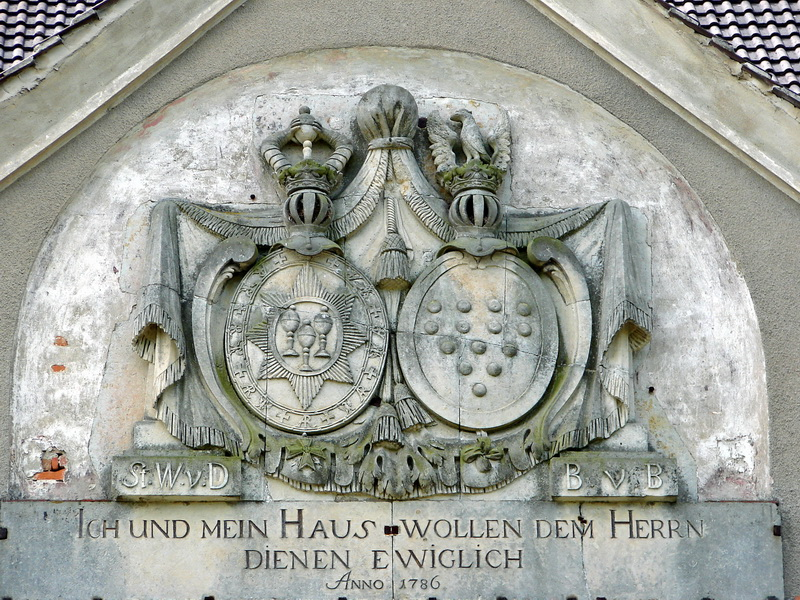
Allianzwappen Dewitz-Bülow von 1786 am Gutshaus Cölpin
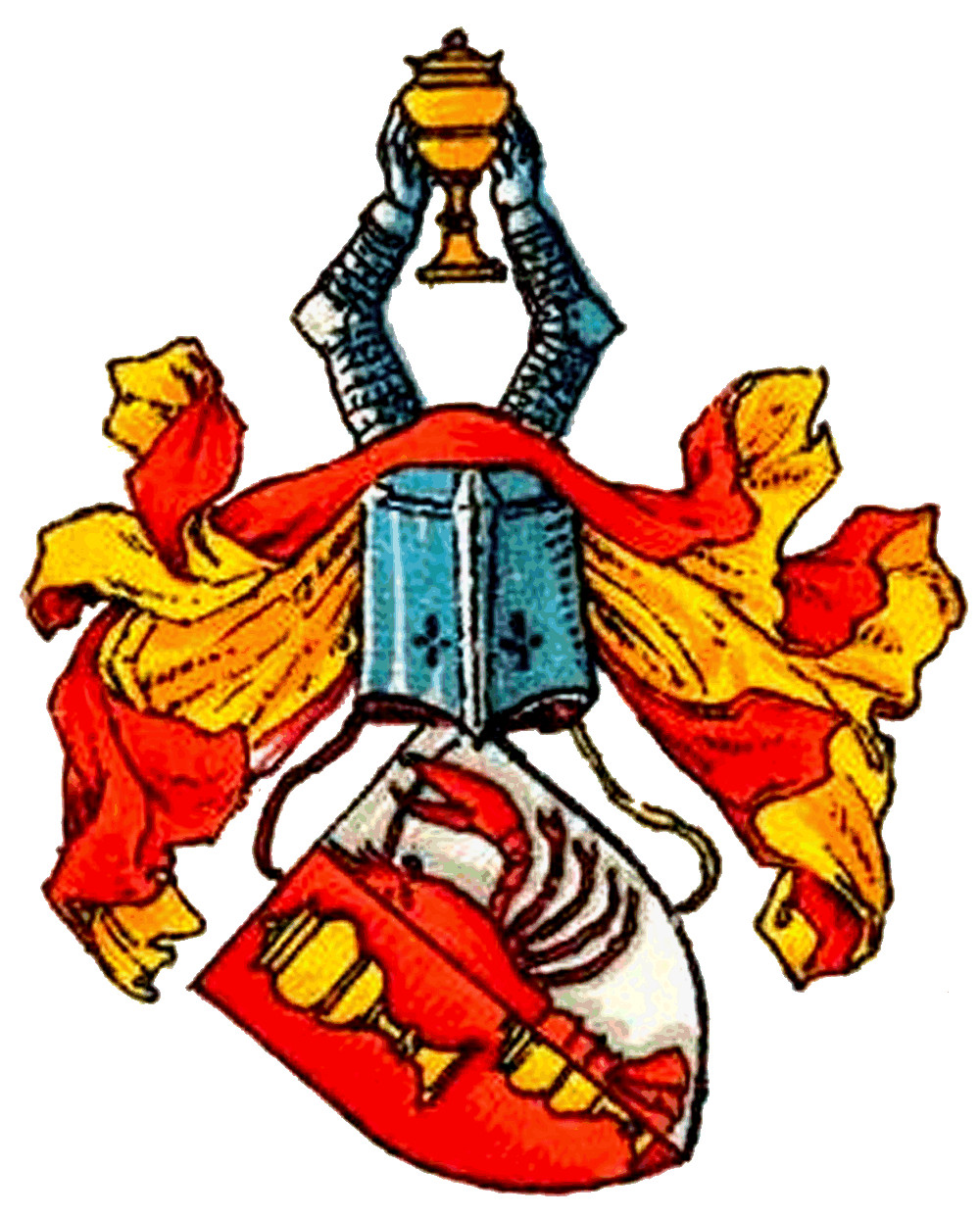
Wappen derer von Dewitz genannt von Krebs
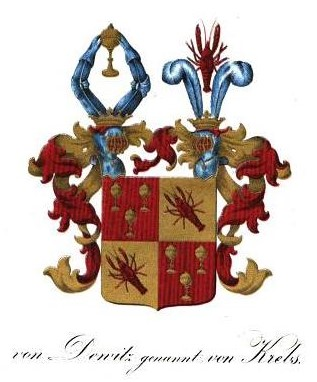
Wappen derer von Dewitz genannt von Krebs

## Bekannte Familienmitglieder
- Jobst von Dewitz (1491–1542), deutscher Staatsmann in Pommern
- Joachim Balthasar von Dewitz (1636–1699), brandenburgisch-preußischer Generalleutnant
- Stephan von Dewitz (1658–1723), preußischer Generalleutnant
- Franz Joachim von Dewitz (1666–1719), dänischer Kavalleriegeneral und Generalgouverneur von Vorpommern und Rügen
- Friedrich Wilhelm von Dewitz (1668–1736), preußischer Generalleutnant
- Ulrich Otto von Dewitz (1671–1723), dänischer Generalleutnant, Chef des Oldenburgischen Kürassierregiments
- Stephan Berend von Dewitz (1672–1728), preußischer Landrat im Daber-Naugard-Dewitzschen Kreis
- Christian Heinrich von Dewitz (1698–1774), preußischer Landrat im Daber-Naugard-Dewitzschen Kreis
- Henning Otto von Dewitz (1707–1772), preußischer Generalmajor und Chef des Husarenregiments Nr. 1.
- Carl Joseph von Dewitz (1718–1753), preußischer Justizjurist und Diplomat, Vizepräsident der Pommerschen Regierung
- Henning Detlev von Dewitz (1718–1786), dänischer General[14]
- Stephan Werner von Dewitz (1726–1800), Mecklenburg-Strelitzscher und Mecklenburg-Schweriner Geheimerrats-Präsident
- Otto Ulrich von Dewitz (1747–1808), Mecklenburg-Strelitzscher Geheimerrats-Präsident
- Friedrich Christian August von Dewitz (1770–1818), preußischer Geheimer Oberregierungsrat und Mitglied des Staatsrats[15]
- Ludwig von Dewitz (1772–1857), preußischer Landrat
- Karl Günther Theodor von Dewitz (1779–1817), preußischer Landrat
- Otto Ludwig Christoph von Dewitz (1780–1864), mecklenburg-strelitzscher Minister
- Otto Ernst von Dewitz (1788–1858), Gutsbesitzer (Krumbeck) und Mitglied der Mecklenburgischen Abgeordnetenversammlung
- August von Dewitz (1807–1865), preußischer Generalmajor
- Hermann von Dewitz (1813–1866), preußischer Generalmajor
- Friedrich von Dewitz (1813–1888), Gutsbesitzer und Mitglied des Deutschen Reichstags
- Ulrich Otto von Dewitz (1814–1871), deutscher Gutsbesitzer und Politiker
- Rudolph von Dewitz (1815–1863), preußischer Landrat in Wetzlar und Landsberg (Warthe)
- Elisabeth Philippine Karoline von Dewitz (1820–1899), deutsche Schriftstellerin
- August von Dewitz (1836–1887), Missionsdirektor der Brüdergemeine
- Friedrich von Dewitz (1843–1928), Staatsminister von Mecklenburg-Strelitz
- Kurt von Dewitz (1847–1925), preußischer Beamter und Politiker, Oberpräsident in Schleswig-Holstein, Mitglied des Preußischen Herrenhauses
- Otto von Dewitz (1850–1926), preußischer Landrat und freikonservativer Abgeordneter
- Otto Balthasar von Dewitz (1853–1919), Mecklenburg-Strelitzer Hausmarschall
- Viktor von Dewitz (1853–1921), preußischer Rittergutsbesitzer und Politiker, MdH
- Roderich von Dewitz (1854–1935), preußischer Generalleutnant
- Hermann von Dewitz (1854–1939), Offizier, Rittergutsbesitzer und Mitglied des Deutschen Reichstags
- Max Karl von Dewitz (1857–1928), preußischer Generalmajor
- Louis von Dewitz (1857–1939), preußischer Generalleutnant
- Emmo von Dewitz (1858–1946), preußischer Generalleutnant
- Curt von Dewitz (1871–1929), deutscher Generalleutnant, Ritter des Ordens Pour le Mérite
- Johann Georg von Dewitz (1878–1958), deutscher Offizier und Politiker (DNVP)
- Günther von Dewitz (1885–1940), deutscher Generalmajor
- Karl von Dewitz-Krebs (1887–1945), deutscher Generalmajor der Wehrmacht
- Stanislaus von Dewitz genannt von Krebs (1892–1948), deutscher Generalmajor
- Viktor von Dewitz (1905–1994), Kreishauptmann
- Bodo von Dewitz (1950–2017), deutscher Kunsthistoriker und Kurator
- Antje von Dewitz (* 1972), deutsche Unternehmerin

## Palais der Familie Krebs in Borna
Im sächsischen Borna befindet sich ein vom Verfall bedrohtes, leerstehendes (um 2016) Stadtpalais (oder Stadthaus) mit einem Wappenschild der Familie von Krebs und einem weiteren Wappen (vermutlich an der Abzweigung der Mühlgasse von der Sachsenallee).

## Weitere Literatur
- Wappensiegel der Dewitz (1315) und der Grafen von Fürstenberg (1349) mit Beschreibungen. – Siehe: Friedrich Crull: Die Wappen der bis 1360 in den heutigen Grenzen Meklenburgs vorkommenden Geschlechter der Mannschaft. in: Jahrbücher des Vereins für Mecklenburgische Geschichte und Altertumskunde. Band 52, Schwerin 1887, S. 34–182. (Digitalisat PDF), S. 97–98, Nr. 184. (Digitalisat)